# Landevieille

Landevieille este o comună în departamentul Vendée, Franța. În 2009 avea o populație de 1,185 de locuitori.